# Lake Geneva
Lake Geneva è una città della Contea di Walworth, Wisconsin negli Stati Uniti, situata sulle sponde del Geneva Lake. È principalmente una città turistica, popolare tra gli abitanti di Chicago e Milwaukee.

## Storia
La connessione ferroviaria con Chicago la rese un popolare luogo di vacanza estivo per i ricchi baroni del legno, bestiame, olio, acciaio e altri produttori di beni (come Morton Salt, Wrigley Chewin Gum, ecc.), che negli anni venti costruirono ville sulle rive del lago. All'epoca la città era chiamata la "The Newport dell'ovest". Oggigiorno la città è nota anche come la "Hamptons del Midwest". Con la diffusione dell'uso dell'automobile le sue fortune inizialmente declinarono e divenne un rifugio per Al Capone e altri mafiosi.
Nel 1954 fu una delle tre finaliste per la scelta della posizione della nuova United States Air Force Academy, ma venne scelta Colorado Springs nel Colorado.
Il governo cittadino è di tipo mayor-council.
Originariamente chiamata "Muck-Suck" ("Grande Piede") dal nome di un capo indiano potawatomi (una tribù algonchina) venne successivamente ribattezzata Geneva dal nome di Geneva nello Stato di New York, sulle sponde del lago Seneca, a cui somigliava secondo John Brink, uno dei primi coloni. Successivamente, per evitare confusioni con al vicina Geneva in Illinois, venne rinominata "Lake Geneva". Più avanti il lago venne ribattezzato "Geneva Lake", anche se nella pratica anche il lago viene chiamato "Lake Geneva".

## Geografia fisica
Secondo l'United States Census Bureau, la città ha una superficie totale di 15,0 km², dei quali 13,0 km² son di terra e 2.1 km² di acqua (il 13,77%).

## Società

### Evoluzione demografica
Secondo il censimento del 2000, gli abitanti sono 7.148, con un totale di 3.053 case e 1.801 famiglie residenti in città. La densità della popolazione è di 549,8 persone/km², quella delle case di 289,0/km². Il 90,81% degli abitanti era di razza bianca, lo 0,90% afroamericana, 0,11% nativi americani, l'1.08% asiatici, lo 0,06% di origine dalle isole pacifiche, il rimanente 5,16% di altre razze e il rimanente 1,89% di due o più razze. Gli ispanici o i latini di una qualunque razza sono il 14,75% della popolazione.
Le abitazioni sono 3.053 delle quali il 27,8% con un bambino di meno di 18 anni, il 45,1% con coppie sposate, il 9,8% una donna sposata senza il marito presente nella casa e il 41,0% non erano famiglie. Il 33,0% delle case erano composte da singoli individui e il 12,8% da persone sole di più di 65 anni. La media per casa è di 2,33 persone e la famiglia media di 3,01 persone.
Nella città la popolazione è composta per il 23,0% da persone di meno di 18 anni, per il 9,8% da persone tra i 18 e i 24 anni, per il 29,9% tra 25 e 44 anni, il 22,4% tra 45 e 64 anni e per il 15,0% da persone di 65 anni o più. La mediana dell'età è di 36 anni. Per ogni 100 femmine ci sono 94,8 maschi. Per ogni 100 femmine di 18 anni o più 92,6 maschi.
La mediana del reddito per casa è di 40.924 dollari, e quella per famiglia di 54.543 dollari. La mediana del reddito per i maschi è di 38.930 dollari contro i 25.671 delle donne. Il reddito pro capite della città è di 21.536 dollari. Circa il 4,7% delle famiglie e il 7,2% della popolazione è al di sotto della soglia di povertà, tra cui il 9,0% di queste sotto i 18 anni e il 5,5% al di sopra dei 65 anni.